# Малый подковонос
Ма́лый подковоно́с (лат. Rhinolophus hipposideros) — млекопитающее из рода подковоносы (Rhinolophus) семейства подковоносые (Rhinolophidae).

## Внешний вид
Малые подковоносы являются наименьшими подковоносами, обитающими в Европе: длина их тела равна длине человеческого пальца. Масса 5—9 г. Размах крыльев 192—254 мм. Длина тела, как правило, 35—45 мм, хвоста 23—33 мм. Как и все другие представители семейства подковоносых, малые подковоносы имеют листоподобный вырост на носу, помогающий им в эхолокации. Уши остроконечные, без козелка. Ноги длинные, стройные, сильные, помогающие животным удерживаться на сводах пещер. Мех на спине коричневатого цвета, в то время как на животе беловато-серый. Крылья относительно широкие и несколько округлые, позволяют проявлять маневренность при полёте. Во время ночёвки подковоносы окутывают себя крыльями. Уши и плёнка крыла имеют серовато-коричневый окрас.

## Образ жизни
Малые подковоносы ведут одиночный образ жизни, за исключением периода перед рождением детёнышей, которые рождаются осенью. В течение этого времени группы, насчитывающие от 10 до 100 животных, состоящие в основном из самок, собираются вместе, чтобы воспитывать молодняк. В зимнее время подковоносы предпочитают держаться поодиночке, но в непосредственной близости от других. Малые подковоносы — оседлые животные, которые способны перемещаться только на 5—10 км между летними и зимними местами обитания.
Захват добычи происходит при помощи эхолокации, в диапазоне от 105 до 111 кГц. Продолжительность звука 20—30 миллисекунд. Он похож на звуки других летучих мышей, и напоминает чириканье.

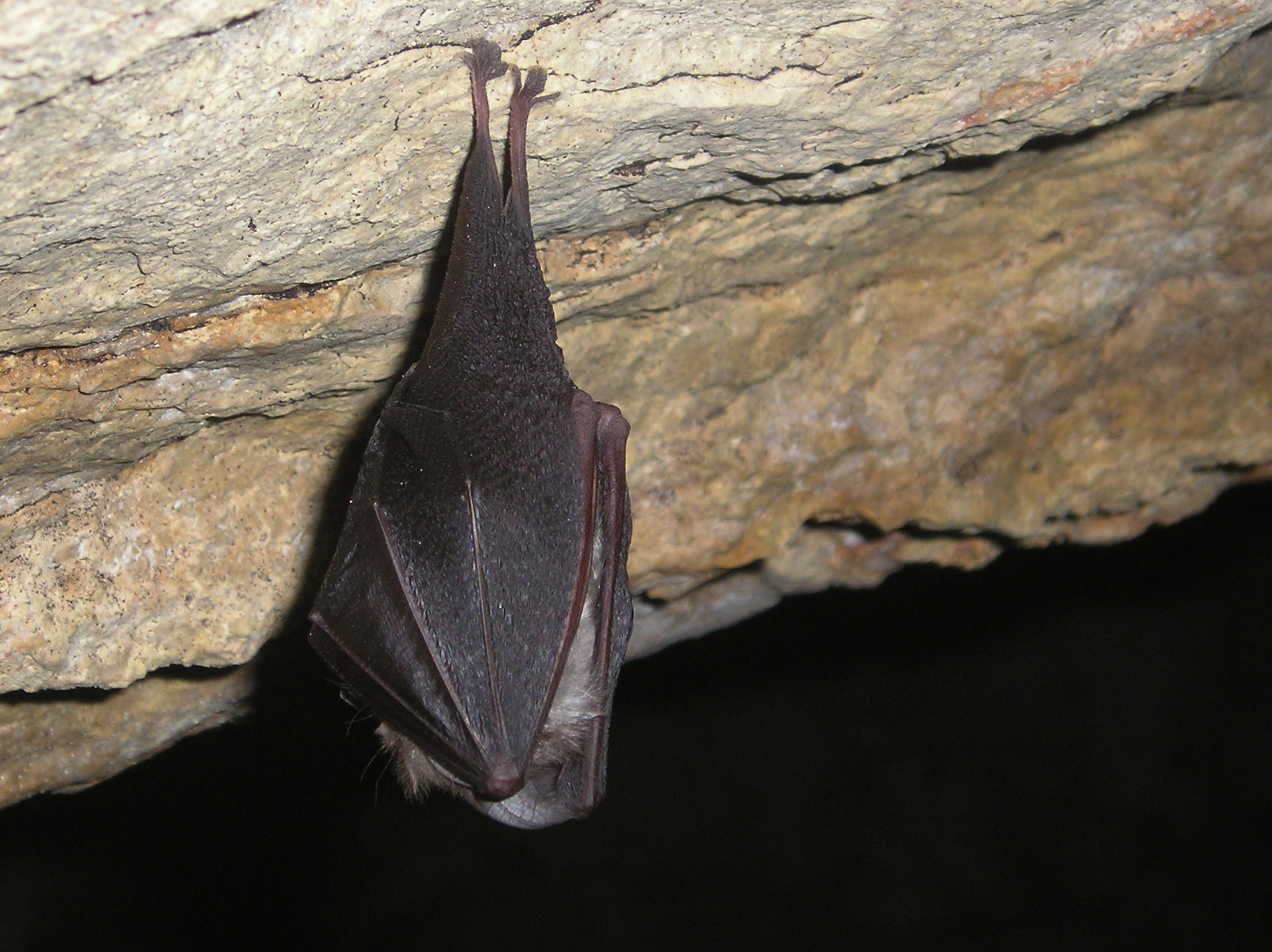
Малый подковонос во время зимовки в пещере.

Главными врагами для малых подковоносов приходятся наземные (лесные куницы, домашние кошки) и воздушные хищники, такие как ястребы, совы и другие крупные птицы. Для воздушных хищников подковоносы более уязвимы, так как медленно летают и полагаются не на зрение, а на эхолокацию.

## Питание
Питаются в основном мелкими насекомыми, такими как комары, мухи и жуки. Для обнаружения добычи используют эхолокацию. В отличие от больших подковоносов (Rhinolophus ferrumequinum), малые подковоносы тратят значительно больше времени для питания. Во время полёта предпочитают находиться на расстоянии 5 м от земли.
Основной рацион состоит из насекомых 23 семейств и 7 отрядов. С апреля по сентябрь подковоносы питаются насекомыми из отрядов Чешуекрылые (Lepidoptera), Двукрылые (Diptera) и Сетчатокрылые (Neuroptera), а также пауками. Пищу добывают вблизи водоёмов или во влажной местности.

## Размножение

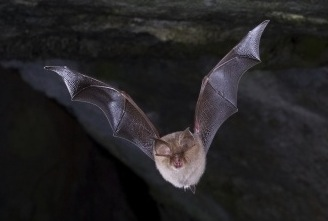

Размножаются летом. В начале апреля самки и некоторые самцы формируют группы, которые насчитывают 10—100 животных. Беременность длится 67 дней. Детёныши рождаются в середине июня-начале июля и весят 1,8 г. Глаза открываются на 10 день. Лактация продолжается 4 недели, молодняк становится полностью самостоятельным к 7 неделям жизни. Материнские группы распадаются в августе.
Продолжительность жизни в дикой природе составляет 3—4 года. Максимальный возраст, отмеченный, в неволе, составлял 21 год.

## Распространение
Малые подковоносы распространены в западной и центральной части Палеарктики. Они обнаружены во всех европейских странах. В Северной Африке ареал охватывает Марокко, Алжир, Тунис, также встречается в Восточной Африке. Обитает на высоте до 2000 м над уровнем моря.

## Охранный статус
Малые подковоносы малочисленны в северной части своего ареала. В Европе летом колонии насчитывают 10—50 летучих мышей (иногда до 1500). Этот вид исчез в Нидерландах, Бельгии и северной Германии, за исключением нескольких колоний в Баварии, Саксонии-Анхальт, Тюрингии и Саксонии, северной и западной Чехии и на некоторой части Польши, где он всё ещё обычен в Карпатах и на Краковской возвышенности, но в национальном масштабе он считается исчезающим. В Швейцарии и Австрии популяции сохранилась фрагментарно, на высоте более 400 м. В Испании некоторые колонии исчезли в связи с постройкой зданий. На севере Франции численность малых подковоносов уменьшается, хотя на юге она считается стабильной.
Тенденции изменений численности популяций в странах Азии и Африки неизвестны.